# Andriej Bołdykow
Andriej Siergiejewicz Bołdykow (ros. Андрей Сергеевич Болдыков; ur. 4 października 1983 w Tasztagole) – rosyjski snowboardzista, specjalizujący się w snowcrossie. W 2010 roku wystartował na igrzyskach olimpijskich w Vancouver, zajmując piętnaste miejsce. Na rozgrywanych cztery lata później igrzyskach w Soczi zajął 33. miejsce. Był też między innymi piąty podczas mistrzostw świata w Stoneham w 2013 roku. Najlepsze wyniki w Pucharze Świata osiągnął w sezonie 2011/2012, kiedy to zajął drugie miejsce w klasyfikacji snowcrossu.

## Osiągnięcia

### Igrzyska olimpijskie
| Miejsce | Dzień     | Rok  | Miejscowość | Konkurencja    | Zwycięzca       |
| ------- | --------- | ---- | ----------- | -------------- | --------------- |
| 15.     | 15 lutego | 2010 | Vancouver   | Snowboardcross | Seth Wescott    |
| 33.     | 18 lutego | 2014 | Soczi       | Snowboardcross | Pierre Vaultier |

### Mistrzostwa świata
| Miejsce | Dzień       | Rok  | Miejscowość | Konkurencja    | Zwycięzca       |
| ------- | ----------- | ---- | ----------- | -------------- | --------------- |
| 55.     | 14 stycznia | 2007 | Arosa       | Snowboardcross | Xavier Delerue  |
| 35.     | 18 stycznia | 2009 | Kangwŏn     | Snowboardcross | Markus Schairer |
| 32.     | 18 stycznia | 2011 | La Molina   | Snowboardcross | Alex Pullin     |
| 5.      | 26 stycznia | 2013 | Stoneham    | Snowboardcross | Alex Pullin     |

### Puchar Świata

#### Miejsca w klasyfikacji snowscossu
- sezon 2005/2006: 48.
- sezon 2006/2007: 64.
- sezon 2009/2010: 38.
- sezon 2010/2011: 27.
- sezon 2011/2012: 2.
- sezon 2012/2013: 41.
- sezon 2013/2014: 46.

#### Miejsca na podium w zawodach
1. Veysonnaz – 19 stycznia 2012 (snowscoss) - 1. miejsce
2. Valmalenco – 16 marca 2012 (snowscoss) - 2. miejsce